# Férfi 4 × 7,5 km-es biatlonváltó a 2002. évi téli olimpiai játékokon
A 2002. évi téli olimpiai játékokon a biatlon férfi 4 × 7,5 km-es váltó versenyszámát február 20-án rendezték a Soldier Hollow síközpontban.
Az aranyérmet a Halvard Hanevold, Frode Andresen, Egil Gjelland és Ole Einar Bjørndalen összetételű norvég váltó nyerte. A második helyen a németek végeztek (Ricco Groß, Peter Sendel, Sven Fischer, Frank Luck), kilenc másodperccel megelőzve a francia csapatot (Gilles Marguet, Vincent Defrasne, Julien Robert, Raphaël Poirée).

## Végeredmény
A csapatok tagjainak mindkét sorozatban 8 lövési kísérlete volt az 5 célpontra. Minden hibás találat után 150 méter büntetőkört kellett megtennie a hibázó versenyzőnek. Az időeredmények másodpercben értendők. A lövőhibáknál sorozatonként az első szám a hibás találatot, a második szám az 5 darab kísérleten felüli plusz kísérletek számát mutatják.
| H     | Nemzet, versenyzők                                                                                 | Idő        | Lövőhiba (F+Á)                           | Hátrány  |
| ----- | -------------------------------------------------------------------------------------------------- | ---------- | ---------------------------------------- | -------- |
| Arany | Norvégia (NOR) · Halvard Hanevold · Frode Andresen · Egil Gjelland · Ole Einar Bjørndalen          | 1:23:42,31 | 0+5 0+3 0+1 0+0 0+2 0+1 0+0 0+1 0+2 0+1  |          |
| Ezüst | Németország (GER) · Ricco Groß · Peter Sendel · Sven Fischer · Frank Luck                          | 1:24:27,69 | 1+4 0+5 0+0 0+3 0+1 0+1 1+3 0+1 0+0 0+0  | +45,3    |
| Bronz | Franciaország (FRA) · Gilles Marguet · Vincent Defrasne · Julien Robert · Raphaël Poirée           | 1:24:36,67 | 0+3 0+3 0+1 0+0 0+1 0+1 0+1 0+2 0+0 0+0  | +54,3    |
| 4.    | Oroszország (RUS) · Viktor Majgurov · Szergej Rozskov · Szergej Csepikov · Pavel Rosztovcev        | 1:24:54,46 | 0+3 0+6 0+0 0+0 0+2 0+1 0+0 0+2 0+1 0+3  | +1:12,1  |
| 5.    | Csehország (CZE) · Petr Garabík · Ivan Masařík · Roman Dostál · Zdeněk Vítek                       | 1:26:36,16 | 0+6 0+6 0+1 0+0 0+3 0+2 0+1 0+3 0+1 0+1  | +2:53,8  |
| 6.    | Ausztria (AUT) · Christoph Sumann · Wolfgang Perner · Wolfgang Rottmann · Ludwig Gredler           | 1:26:58,97 | 0+2 0+7 0+0 0+1 0+0 0+2 0+1 0+3 0+1 0+1  | +3:16,6  |
| 7.    | Ukrajna (UKR) · Vjacseszlav Derkacs · Olekszandr Bilanenko · Roman Prima · Ruszlan Liszenko        | 1:27:02,28 | 1+5 1+7 0+0 1+3 1+3 0+1 0+0 0+2 0+2 0+1  | +3:19,9  |
| 8.    | Fehéroroszország (BLR) · Aljakszej Ajdarav · Aljakszandr Sziman · Aleh Rizsankov · Vadzim Szasurin | 1:27:12,09 | 0+3 1+9 0+1 0+2 0+0 0+2 0+2 1+3 0+0 0+2  | +3:29,7  |
| 9.    | Lengyelország (POL) · Wiesław Ziemianin · Wojciech Kozub · Krzysztof Topór · Tomasz Sikora         | 1:27:35,44 | 1+3 0+4 0+0 0+3 1+3 0+0 0+0 0+0 0+0 0+1  | +3:53,1  |
| 10.   | Szlovénia (SLO) · Sašo Grajf · Tomaž Globočnik · Janez Marič · Marko Dolenc                        | 1:28:23,64 | 0+4 4+10 0+0 1+3 0+1 0+1 0+1 2+3 0+2 1+3 | +4:41,3  |
| 11.   | Észtország (EST) · Janno Prants · Indrek Tobreluts · Dimitri Borovik · Roland Lessing              | 1:28:38,29 | 0+4 1+7 0+0 0+2 0+0 0+2 0+3 1+3 0+1 0+0  | +4:55,9  |
| 12.   | Finnország (FIN) · Ville Räikkönen · Timo Antila · Paavo Puurunen · Vesa Hietalahti                | 1:28:52,73 | 0+9 1+6 0+1 0+1 0+3 1+3 0+3 0+0 0+2 0+2  | +5:10,4  |
| 13.   | Japán (JPN) · Meguro Hironao · Isza Hidenori · Szuga Kjódzsi · Mocsizuki Jukio                     | 1:29:04,40 | 0+4 2+10 0+1 1+3 0+1 0+2 0+0 1+3 0+2 0+2 | +5:22,1  |
| 14.   | Svédország (SWE) · Carl Johan Bergman · Henrik Forsberg · Tord Wiksten · Björn Ferry               | 1:29:52,89 | 0+4 1+6 0+1 0+0 0+1 0+1 0+1 0+2 0+1 1+3  | +6:10,5  |
| 15.   | Egyesült Államok (USA) · Jeremy Teela · Jay Hakkinen · Dan Campbell · Redman Lawton                | 1:30:27,19 | 0+8 2+10 0+3 1+3 0+3 0+1 0+1 1+3 0+1 0+3 | +6:44,8  |
| 16.   | Olaszország (ITA) · Paolo Longo · Rene Cattarinussi · Devis Da Canal · Wilfried Pallhuber          | 1:30:56,36 | 0+5 5+7 0+1 3+3 0+2 0+0 0+1 2+3 0+1 0+1  | +7:14,0  |
| 17.   | Lettország (LAT) · Olegs Maluhins · Jēkabs Nākums · Gundars Upenieks · Ilmārs Bricis               | 1:32:00,87 | 2+5 1+7 0+2 1+3 0+0 0+0 0+0 0+2 2+3 0+2  | +8:18,5  |
| 18.   | Svájc (SUI) · Roland Zwahlen · Matthias Simmen · Jean Marc Chablonz · Dani Niederberger            | 1:32:50,52 | 2+6 3+10 1+3 0+2 1+3 3+3 0+0 0+2 0+0 0+3 | +9:08,2  |
| 19.   | Nagy-Britannia (GBR) · Jason Sklenar · Mark Gee · Mike Dixon · Hugh Pritchard                      | 1:36:06,08 | 0+9 0+7 0+3 0+1 0+2 0+3 0+1 0+1 0+3 0+2  | +12:23,7 |